# Diablottino
Il diablottino (diablotin in piemontese, ossia "diavoletto") è un tradizionale cioccolatino torinese aromatizzato alla vaniglia.

## Storia
I diablottini sono i più antichi cioccolatini al mondo, e secondo una tradizione, sarebbero stati ideati a Torino verso la fine del XVII secolo da Cagliostro, che preparava delle praline di cioccolato dalle presunte proprietà afrodisiache e definite dallo stesso un elisir di giovinezza. Tuttavia ciò è improbabile dal momento che l'alchimista nacque nel 1743. A cavallo fra il XVII e il XVIII secolo, periodo in cui Torino era divenuta la principale produttrice europea di cioccolato in Europa, i diablottini furono i primi cioccolatini consumati dai Savoia, allora noti amatori di cioccolata calda, e si diffusero nelle corti europee, ove erano apprezzati per la loro praticità. Pare inoltre che avessero ispirato il duetto del cioccolato “Cioccolatini cioccolatin” di Giuseppe Pietri. La pralina al cioccolato viene anche descritta in alcuni tomi ottocenteschi, come il dizionario redatto da Vittorio di Sant'Albino, che la definì un "pezzettino di cioccolata a figura di rotella piana che si mangia crudo", così come nel Trattato di cucina (1854) di Giovanni Vialardi. Nel 1867 dal diablotìn si arrivò al più celebre gianduiotto su brevetto della Caffarel Prochet.